# Perdigão Queiroga
Perdigão Queiroga (Évora, 12 de Junho de 1916 — Alcoentre, 8 de Maio de 1980) foi um cineasta português.
Estudou técnica cinematográfica, especializando-se nos campos da fotografia e da montagem. Entre 1936 e 1943 começa a trabalhar como assistente de operador em diversas produções. Em 1943, em plena Segunda Guerra Mundial, vai para os Estados Unidos, onde teve a oportunidade de trabalhar no sector de montagem dos estúdios da Paramount. Regressou a Portugal em 1946, na época forte do Estado Novo, começando a preparar o que viria a ser a sua primeira longa-metragem e um dos grandes êxitos de bilheteira do cinema português de então: Fado, História de uma Cantadeira (1947), protagonizado por Amália Rodrigues. Cultivou o melodrama, produziu e realizou inúmeros documentários, quase todos em apologia do regime, entre os quais várias ‘’viagens presidenciais’’.
A apologia dos valores simples da vida pontuaria a generalidade dos seus filmes. Em 1960 merece destaque a sua adaptação do clássico de Júlio Dinis As Pupilas do Senhor Reitor por se tratar do primeiro filme português em cinemascópio.
Como produtor teria papel de destaque na difusão de actualidades (Imagens de Portugal) que precediam a projecção de filmes nas salas de cinema de todo o país, dando relevo a eventos políticos que o regime promovia. Dedicou-se também à publicidade.

## Filmografia
- Inverno em Portugal (1971)
- Cela, Povoamento Sem Gravata (1970)
- Póvoa de Varzim (1965)
- Crimes na Cozinha (1964)
- O Parque das Ilusões (1963)
- Viagem Presidencial a Angola (1963)
- O Milionário (1962)
- A Pesca do Atum (1962)
- As Pupilas do Senhor Reitor (1961)
- Aço Português (1961)
- Beleza e Técnica (1961)
- A Criança Descobre o Acidente (1961)
- Luanda de Hoje (1961)
- Luanda Dia-a-Dia (1961)
- Museus e Pinturas (1961)
- 29º Aniversário do Estatuto do Trabalho Nacional (1960)
- Lacticínios da Madeira (1960)
- O Mundo Salesiano (1960)
- Portugal de Cristo (1960)
- Um Problema (1960)
- Viagem do Presidente ao Norte (1960)
- Visor em Tavira (1960)
- Vinho do Porto (1959)
- Arouca (1958)
- Ribatejo (1956)
- Planície Heroica (1953)
- Perspectivas de Beja (1953)
- Os três da vida airada (1952)
- Madragoa (1952)
- Aveiro (1952)
- Sonhar é Fácil (1951)
- Fado, História de uma Cantadeira (1948)
- Porto, Metrópole do Trabalho (1947)